# Палванов, Джаксылык Палванович
Джаксылык Палванов — советский хозяйственный деятель, специалист в области водного и сельского хозяйства Каракалпакстана и Узбекистана, кандидат экономических наук.

## Биография
Родился в 1932 году в Тахтакупырском районе Каракалпакской АССР. Окончил Ташкентский текстильный институт по специальности инженер-механик хлопкоочистительной промышленности.
Трудовую деятельность начал сменным инженером, начальником ДЗС Ходжейлинского завода по переработки хлопка в 1955 году.
С 16.10.1956 г. был назначен директором Чимбайского хлопкозавода. В связи с объединением хлопкозавода с маслозаводом с декабря 1957 года был переведён главным инженером Тахтакупырского хлопкозавода.
С 21.08.1958 г. проработал в должности старшего инженера Каракалпакского Совнархоза.
С 10.01.1960 г. назначен директором строящегося Турткульского хлопкозавода. В 1962 году был переназначен в должности директора действующего Туртульского завода по переработки хлопка. 
С 17.03.1966 г. переведен на должность управляющего треста «Каракалпаксельстрой» № 18 Минсельстроя УзССР.  В том же году  22 октября был назначен управляющим треста "Промжилстрой" 
С 14.08. 1970 года управляющий «Каракалпакирсовхозстрой» при Министерстве мелиорации и водного хозяйства СССР (в составе управления было 25 строительных организации и 17 рисоводческих совхозов).
Одно из важнейших событий этого периода — комплексное орошение, освоение крупных целинных массивов, создание крупной зоны рисосеяния в республике Каракалпакстан. Новаторское освоение, включающее изыскание, проектирование, строительство, создание базы строительной индустрии, освоение земель и эксплуатации гидромелиоративных систем, их техническое перевооружение и реконструкцию, а также сельскохозяйственное производство, осуществлялось под непосредственным руководством Палванова Джаксылыка.
Входил в число ведущих ученых и специалистов, составляющих основной потенциал профессионалов Республики Узбекистан, определяющих водохозяйственную политику. Непосредственно принимал участие в решении актуальных водохозяйственных проблем Узбекистана.
С 1984 г. старший научный сотрудник Средне-Азиатского научно-исследовательского института экономики сельского хозяйства Академии наук ВАСХНИЛ. В 1993—1995 гг. заместитель директора Каракалпакского филиала Российского Открытого Университета.
Умер 13 ноября 2005 года.

## Награды
Государственная премия СССР 1983 года (в составе коллектива) — за разработку и внедрение методов комплексного освоения пустынных земель Средней Азии.
Кавалер двух орденов Трудового Красного Знамени, орденов Ленина и «Знак Почёта», заслуженный инженер Узбекской ССР, заслуженный строитель Каракалпакской АССР.